# Station Blakstad
Station Blakstad is een halte in het dorp Blakstad in de gemeente Froland in het zuiden van Noorwegen. Het station is gelegen aan Arendalsbanen. De huidige halte is aangelegd in 1989, In datzelfde jaar werd het oude stationsgebouw van Blakstad uit 1908 en twee nabijgelegen haltes, Blakstad-brug en Hurv, gesloten.